# Matèria fosca
En cosmologia, la matèria fosca és un tipus de matèria hipotètica, de composició desconeguda, que no interacciona amb la radiació electromagnètica, però la presència de la qual es pot inferir a partir dels efectes gravitatoris sobre galàxies.
Aquesta hipòtesi intenta esclarir diverses observacions astronòmiques actualment sense explicació, com les anomalies en la rotació d'algunes galàxies. A partir de les observacions, es creu que, si realment existeix aquesta matèria fosca, hauria de ser molt més abundant que la matèria visible directament observable; en concret el 4% seria la matèria visible, el 24% seria matèria fosca i el restant 72% seria energia fosca, un altre component hipotètic. A més a més, la matèria fosca també podria resoldre certs problemes del model del big-bang; seria clau en la formació de les primeres estructures cosmològiques i podria estar relacionada amb la supersimetria. Actualment, el problema de la matèria fosca i la determinació de la seva naturalesa és un dels temes més importants en cosmologia i en física de partícules.

## Història
La hipòtesi de la matèria fosca té una història elaborada. En els apèndixs del llibre Baltimore lectures on molecular dynamics and the wave theory of light on el text principal es basava en una sèrie de conferències impartides el 1884, Lord Kelvin va discutir el nombre potencial d'estrelles al voltant del sol a partir de la dispersió de la velocitat observada de les estrelles properes al sol, suposant que el sol tingués entre 20 i 100 milions d'anys. Es va plantejar què passaria si hi hagués mil milions d'estrelles dins d'1 quilo-parsec del sol (a quina distància la seva paral·laxi seria d'1 mil·li-arcsec). Lord Kelvin va concloure que «Molts dels nostres suposats mil milions d'estrelles, potser una gran majoria, poden ser cossos foscos». El 1906, Henri Poincaré a La Voie lactée et la théorie des gaz utilitza el terme francès matière obscure ("matèria fosca") parlant del treball de Kelvin. Va trobar que la quantitat de matèria fosca hauria de ser inferior a la de la matèria visible.
El segon a suggerir l'existència de matèria fosca utilitzant velocitats estel·lars va ser l'astrònom neerlandès Jacobus Kapteyn el 1922. Una publicació de 1930 apunta que el suec Knut Lundmark fou el primer a adonar-se que l'univers ha de contenir molta més massa de la que podem observar. El neerlandès i pioner de la radioastronomia Jan Oort també va plantejar la hipòtesi de l'existència de matèria fosca el 1932. Oort estava estudiant els moviments estel·lars en el grup galàctic local i va trobar que la massa en el pla galàctic devia ser més gran que l'observada, però més tard es va determinar que la mesura era errònia.
El 1933, l'astrofísic suís Fritz Zwicky, que estudiava cúmuls de galàxies mentre treballava a l'Institut Tecnològic de Califòrnia, va fer una inferència similar. Zwicky va aplicar el teorema del Virial al Cúmul de Coma i va obtenir proves de massa invisible que va anomenar dunkle Materie (matèria fosca). Zwicky va estimar la seva massa basant-se en els moviments de galàxies properes a la seva vora i la va comparar amb una estimació basada en la seva brillantor i nombre de galàxies. Va estimar que el cúmul tenia unes 400 vegades més massa de la que era visualment observable. L'efecte de gravetat de les galàxies visibles era massa petit per a òrbites tan ràpides, per la qual cosa la massa s'havia d'ocultar a la vista. A partir d'aquestes conclusions, Zwicky va inferir que alguna matèria invisible proporcionava la massa i l'atracció de gravitació associada per mantenir el cúmul unit. Les estimacions de Zwicky estaven desfasades per més d'un ordre de magnitud, principalment a causa d'un valor obsolet de la constant de Hubble; el mateix càlcul actual mostra una fracció més petita, utilitzant valors més grans per a la massa lluminosa. No obstant això, Zwicky va concloure correctament (d'acord a les teories vigents) a partir del seu càlcul que la major part de la matèria és fosca.
Altres indicacions d'anomalies relació massa/lluminositat provenien de mesures de corbes de rotació de galàxies. El 1939, Horace W. Babcock va informar de la corba de rotació de la Nebulosa d'Andròmeda (coneguda ara com la galàxia d'Andròmeda), que suggeria que la relació massa-lluminositat augmenta radialment. Ho atribuïa a l'absorció de llum dins de la galàxia o a la dinàmica modificada en les porcions exteriors de l'espiral i no a la matèria que havia descobert. Seguint l'informe de Babcock de 1939 d'una rotació inesperadament ràpida als marges de la galàxia d'Andròmeda i una relació massa-lluminositat de 50; el 1940 Jan Oort va descobrir i escriure sobre el gran halo no visible de NGC 3115.
Primerenques observacions de radioastronomia, realitzades per Seth Shostak, més tard Astrònom Sènior de l'Institut SETI, va mostrar que mitja dotzena de galàxies giraven massa ràpid en les seves regions exteriors -assenyalant l'existència de matèria fosca com a mitjà per crear l'atracció gravitatòria necessària per mantenir les estrelles en les seves òrbites.
El treball de Vera Rubin, Kent Ford, i Ken Freeman a les dècades de 1960 i 1970 va proporcionar més proves sòlides, utilitzant també corbes de rotació de les galàxies. Rubin i Ford van treballar amb un nou espectrògraf per mesurar la corba de velocitat de les galàxies espirals amb una major precisió. Aquest resultat es va confirmar l'any 1978. Un article influent va presentar els resultats de Rubin i Ford el 1980. Van demostrar que la majoria de les galàxies havien de contenir aproximadament sis vegades més massa fosca que la visible;, per tant, cap al 1980, l'aparent necessitat de matèria fosca va ser àmpliament reconeguda com un problema important sense resoldre en astronomia.
Al mateix temps que Rubin i Ford estaven explorant les corbes de rotació òptica, els radioastrònoms feien ús de nous radiotelescopis per mapejar la línia de 21 cm d'hidrogen atòmic a les galàxies properes. La distribució radial de l'hidrogen atòmic interestel·lar (H-I) sovint s'estén a radis galàctics molt més grans que els accessibles pels estudis òptics, ampliant el mostreig de les corbes de rotació i, per tant, de la distribució total de la massa, a un nou règim de dinàmiques. Mapes primerencs d'Andròmeda amb el telescopi de 91 metres a l'Observatori Green Bank i al de 76 metres a Jodrell Bank ja van mostrar que la corba de rotació H-I no traçava el descens keplerià esperat. A mesura que es van disposar de receptors més sensibles, Morton Roberts i Robert Whitehurst van poder traçar la velocitat de rotació d'Andròmeda fins a 30 kpc, molt més enllà de les mesures òptiques. Il·lustrant l'avantatge de traçar el disc de gas a grans radis, la figura 16 d'aquest document combina les dades òptiques (el cúmul de punts amb radis inferiors a 15 kpc amb un únic punt més lluny) amb les dades H-I entre 20 i 30 kpc, mostrant la planitud de la corba de rotació de la galàxia exterior; la corba sòlida que arriba al centre és la densitat de la superfície òptica, mentre que l'altra corba mostra la massa acumulada, encara augmentant linealment a la mesura més externa. Paral·lelament, s'estava desenvolupant l'ús de matrius interferomètriques per a l'espectroscòpia extragalàctica H-I. El 1972, David Rogstad i Seth Shostak van publicar les corbes de rotació H-I de cinc espirals mapejades amb l'interferòmetre de la vall d'Owens; les corbes de rotació de les cinc eren molt planes, cosa que suggereix valors molt grans de relació massa-lluminositat a les parts exteriors dels seus discs H-I estès.
Un corrent d'observacions dels anys vuitanta va donar suport a la presència de matèria fosca, inclosa la lent gravitatòria d'objectes de fons per cúmul de galàxies, la distribució de temperatura del gas calent a les galàxies i cúmuls, i el patró d'anisotropies en la radiació còsmica de fons. Segons el consens entre els cosmòlegs, la matèria fosca es compon principalment d'un tipus encara no caracteritzat de partícula subatòmica. La cerca d'aquesta partícula, per diversos mitjans, és una de les tasques principals de la física de partícules.

## Evidència de matèria fosca
La matèria fosca fou proposada per l'astrofísic suís Fritz Zwicky el 1933 mentre calculava la massa total del cúmul de galàxies Coma, basant-se en el moviment de les galàxies més exteriors. Quan comparà la massa calculada d'aquesta forma amb la calculada a partir de les galàxies observades i la seva brillantor, trobà que la massa era 400 vegades superior a l'esperada. La gravetat de les galàxies visibles centrals del cúmul era massa petita per a provocar la gran velocitat de les galàxies exteriors, de manera que havia d'haver-n'hi més massa en algun lloc.

### Rotació galàctica
La majoria d'evidència per a la matèria fosca prové de l'estudi del moviment de galàxies i cúmuls de galàxies. Com la majoria en són bastant uniformes, segons el teorema del virial, l'energia cinètica total hauria de ser igual a la meitat de l'energia potencial gravitatòria de lligam entre les estrelles de la galàxia. En canvi, experimentalment es troba que l'energia cinètica és molt superior. En altres paraules, les galàxies es mouen molt més ràpid del que haurien de moure's segons la massa observada. La manera més simple d'explicar aquesta contradicció és suposar que la massa visible només és una part de la massa total. Les corbes de rotació de les galàxies (que ens donen la velocitat orbital en funció de la distància al centre de la galàxia) no en coincideixen amb les observades.

### Dispersions de velocitat
Les estrelles dels sistemes lligats han d'obeir el teorema del virial. El teorema, juntament amb la distribució de velocitat mesurada, es pot utilitzar per mesurar la distribució de massa en un sistema lligat, com ara galàxies el·líptiques o cúmuls globulars. Amb algunes excepcions, les estimacions de dispersió de velocitat de les galàxies el·líptiques no coincideixen amb la dispersió de velocitat prevista de la distribució de massa observada, fins i tot assumint distribucions complicades d'òrbites estel·lars.
Igual que amb les corbes de rotació de les galàxies, la manera òbvia de resoldre la discrepància és postular l'existència de matèria no lluminosa.

### Formació d'estructures
Per a explicar l'estructura a gran escala de l'univers, cal una gran quantitat de matèria no bariònica (és a dir, diferent de protons, neutrons i altres partícules pesades inestables). Segons els models cosmològics, la matèria bariònica ordinària tenia massa temperatura i pressió com per a poder formar estructures com les estrelles. Una possible solució és suposar que hi havia grans quantitats de matèria no bariònica, i simulacions realitzades amb aquesta hipòtesi confirmen que és consistent amb l'estructura actual de l'univers. Evidentment, la matèria fosca necessària per a solucionar un problema també en solucionaria l'altre.

### Cúmul Bala
Si la matèria fosca no existeix, la següent explicació més probable seria que la relativitat general, la teoria de la gravetat predominant, és incorrecta i s'hauria de modificar. El Cúmul Bala, resultat d'una recent col·lisió de dos cúmuls de galàxies, suposa un repte per a les teories de la gravetat modificades perquè el seu centre de massa aparent està molt desplaçat del centre de massa bariònic. Els models estàndard de matèria fosca poden explicar fàcilment aquesta observació, però la gravetat modificada té un temps molt més difícil, sobretot perquè l'evidència observacional és independent del model.

## Composició
Un dels problemes de la matèria fosca és descobrir de què és formada: és matèria normal que simplement no podem observar? O és matèria formada per partícules fins ara desconegudes? En aquest darrer cas, ¿com encaixarien aquestes partícules en els models actuals de constitució de la matèria? S'han proposat diverses possibilitats per explicar la composició de la matèria fosca, que podem resumir en tres grans blocs (cal tenir en compte que es poden donar tots tres simultàniament):
- Matèria fosca calenta. Consistiria en partícules lleugeres que es desplaçarien a velocitats relativistes. El neutrí és una partícula amb aquestes característiques; però, tot i que té massa i no interacciona fàcilment amb altres partícules, els càlculs indiquen que la massa total de neutrins només podria representar una part molt petita de la matèria fosca. D'altra banda, tampoc no poden constituir la solució del problema de la formació d'estructures.

- Matèria fosca freda. Consistiria en partícules més pesants, però que no es desplaçarien a velocitats relativistes. Aquestes partícules són només hipotètiques i segons diverses suposicions poden ser els axions, les partícules massives fortament interactives o SIMP (strongly interacting massive particles), o les partícules massives feblement interactives o WIMP (weakly interacting massive particles), entre les quals es troba el neutralí. Aquestes diverses partícules, que no formen part del model estàndard, apareixen en diversos models teòrics que prenen en consideració la supersimetria. Malgrat que l'opció de la matèria fosca freda és la més acceptada actualment, no hi ha proves experimentals i els models teòrics n'estan poc consolidats.

- Matèria fosca bariònica. Seria matèria fosca formada per matèria normal, però que emet molt poca radiació. Les grans masses, com els forats negres galàctics, en queden excloses, ja que es poden detectar per altres mitjans. Les possibilitats que resten són les nanes marrons o les acumulacions interestel·lars d'elements pesants, anomenats objectes d'halo massius i compactes, o MACHO (massive compact halo objects). Malgrat que aquests objectes poden contribuir certament a la quantitat observada de matèria fosca, actualment es considera que només en representarien una part molt petita.

## En la cultura popular
La matèria fosca apareix regularment com a tema en publicacions periòdiques híbrides que cobreixen tant temes científics reals com de ciència-ficció, i la matèria fosca mateixa s'ha denominat «el material de la ciència-ficció». En obres de ficció s'esmenta la matèria fosca. En aquests casos, generalment se li atribueixen propietats físiques o màgiques extraordinàries, convertint-se així en inconsistents amb les propietats hipotetitzades de la matèria fosca en física i cosmologia. Per exemple, la matèria fosca serveix com a dispositiu argumental a l'episodi "Soft Light" de X-Files, d'una manera que un revisor va trobar depenent de la ignorància de l'audiència. Una substància inspirada en la matèria fosca coneguda com a «Pols» (Dust a l'original) ocupa un lloc destacat a la trilogia La matèria obscura de Philip Pullman, els éssers fets de matèria fosca són antagonistes a la sèrie de novel·les Xeelee Sequence de Stephen Baxter.
De manera més àmplia, el concepte «matèria fosca» s'utilitza metafòricament per evocar allò que no es veu o que és invisible.